# Лёвенштайн (город)
Лёвенштайн (нем. Löwenstein) — город в Германии, в земле Баден-Вюртемберг. Подразделяется на 6 городских районов.
Подчинён административному округу Штутгарт. Входит в состав района Хайльбронн.  Население составляет 3134 человека (на 31 декабря 2010 года). Занимает площадь 23,46 км². Официальный код  —  08 1 25 059. 

## История
В XV-XIX вв. городом непрерывно владел графский род Лёвенштейнов.
Здесь родился художник Мануэль Виландт (1863—1922).